# 9 septembre en sport
9 août 9 octobre
Chronologies thématiques
- Croisades
- Ferroviaires
- Disney

Le 9 septembre est le 252e jour de l'année (253e en cas d'année bissextile) du calendrier grégorien.

## Événements

### XIXesiècle
- 1845 :
  - (Boxe) : William Thompson devient champion d'Angleterre en s'imposant face à Ben Caunt[1]. Déjà champion de 1839 à 1840, William Thompson conserve son titre jusqu'en 1850, date de son retrait des compétitions[2].
- 1893 :
  - (Football) : fondation du club omnisports allemand du VfB Stuttgart.

### XXesièclede1901à1950
- 1906 :
  - (Football) : à Kristiana Odds BK Skien remporte la Coupe de Norvège en s'imposant en finale face Sarpsborg FK (1-0).
- 1917 :
  - (Football) : à Moscou devant 5 000 spectateurs, une sélection de Moscou et une sélection de Petrograd font match nul 1-1.
- 1923 :
  - (Sport automobile) : Grand Prix automobile d'Italie.
- 1928 :
  - (Sport automobile) : Grand Prix automobile d'Italie.
- 1934 :
  - (Sport automobile) : Grand Prix automobile d'Italie.

### XXesièclede1951à2000
- 1962 :
  - (Aviron) : René Duhamel et Bernard Monnereau sont champion du monde du double scull (aviron).
- 1968 :
  - (Tennis) : Arthur Ashe devient le premier noir à remporter l'U.S. Open.
- 1973 :
  - (Formule 1) : Grand Prix automobile d'Italie.
- 1974 :
  - (Tennis) : Jimmy Connors bat Ken Rosewall en finale de l'US Open, à Forest Hills.
- 1979 :
  - (Formule 1) : Grand Prix automobile d'Italie.
  - (Tennis) : Tracy Austin, âgée de 16 ans, bat Chris Evert en finale de l'US Open.
  - (Vitesse) : Stan Barrett, à bord du Budweiser, atteint la vitesse de (1 027,787 km/h). C'est le record du monde de vitesse sur terre.
- 1984 :
  - (Formule 1) : Grand Prix automobile d'Italie.
- 1988 :
  - (Tennis) : Steffi Graf réussit le Grand chelem.
- 1990 :
  - (Formule 1) : Grand Prix automobile d'Italie.
- 2000 :
  - (Formule 1) : Grand Prix automobile d'Italie.

### XXIesiècle
- 2007 :
  - (Athlétisme) : lors de la réunion de Rieti en Italie, le Jamaïcain Asafa Powell bat le record du monde du 100 mètres en 9 s 74/100, améliorant de 3 dixièmes l'ancien record, qu'il détenait depuis le 14 juin 2005 à Athènes. Il a bénéficié d'un vent favorable de +1,7 m/s.
  - (Sport automobile) : lors du Grand Prix d'Italie de Formule 1 sur le circuit de Monza, on assiste au troisième doublé McLaren-Mercedes de la saison, avec la victoire du double champion du monde Fernando Alonso — sa quatrième de la saison — devant son coéquipier Lewis Hamilton (2e) et le Finlandais Kimi Räikkönen (3e). Alonso revient à trois points de son coéquipier au classement du championnat du monde, tandis que le Brésilien Felipe Massa, contraint à l'abandon, voit ses chances de remporter le titre mondial compromises.
  - (Tennis) : le Suisse Roger Federer enlève son 12e titre du Grand Chelem en remportant la finale masculine de l'US Open de tennis face à Novak Djokovic (7-6, 7-6, 6-4).
- 2011 :
  - (Rugby à XV) : ouverture de la coupe du monde en Nouvelle-Zélande.
- 2015 :
  - (Cyclisme sur route /Tour d'Espagne) : le Néerlandais Tom Dumoulin s'impose dans l'étape du jour et  reprend le maillot rouge.
- 2016 : 
  - (Cyclisme sur route /Tour d'Espagne) : sur la 19e étape du Tour d'Espagne 2016, victoire du Britannique Christopher Froome et le Colombien Nairo Quintana conserve le maillot de leader.
  - (Football /Équipe de France féminine) : La FFF annonce la nomination d'Olivier Echouafni comme nouveau sélectionneur de l'équipe de France féminine pour deux ans. Il succède à Philippe Bergeroo, en place depuis 2013[3].
- 2017 : 
  - (Cyclisme sur route /Tour d'Espagne) : sur la 19e étape du Tour d'Espagne 2017, qui relie Corvera de Asturias à Angliru, sur une distance de 117,5 kilomètres, victoire de l'Espagnol Alberto Contador. Le Britannique Christopher Froome conserve le maillot rouge.
  - (Tennis /Grand Chelem) : à l'US Open, chez les dames, victoire de l'Américaine Sloane Stephens qui s'impose face à sa compatriote Madison Keys (6-3, 6-0).
- 2018 : 
  - (Cyclisme sur route /Tour d'Espagne) : sur la 15e étape du Tour d'Espagne qui relie Ribera de Arriba et Lacs de Covadonga, sur un parcours de 178,2 kilomètres, victoire du Français Thibaut Pinot. Le Britannique Simon Yates conserve du maillot rouge.
  - (Tennis /Grand Chelem) : en finale du double dames de l'US Open, victoire de l'Australienne Ashleigh Barty associée à l'américaine Coco Vandeweghe qui s'imposent face à la Hongroise Tímea Babos associée à la Française Kristina Mladenovic (6-3, 6-7[2] et 7-6[6]). En Handisport, sur le simple messieurs, victoire du Britannique Alfie Hewett qui s'impose face au Japonais Shingo Kunieda (6-3, 7-5) puis sur le simple dames, victoire de la Néerlandaise Diede de Groot qui s'impose face à la Japonaise Yui Kamiji (6-2, 6-3). Et sur le simple messieurs, victoire du Serbe Novak Djokovic qui est sacré pour la 3e fois à l'US Open en battant l'Argentin Juan Martín del Potro (6-3, 7-6 et 6-3). C'est son 14e titre en Grand Chelem.
- 2020 :
  - (Cyclisme sur route /Tour de France) : sur la 11e étape du Tour de France qui se déroule entre Châtelaillon-Plage et Poitiers, sur une distance de 167 kilomètres, victoire de l'Australien Caleb Ewan au sprint. Le Slovène Primož Roglič conserve le Maillot jaune.
- 2023 :
  - (Cyclisme sur route /Tour d'Espagne) : sur la 14e étape du Tour d'Espagne qui se déroule entre Sauveterre-de-Béarn en France (Pyrénées-Atlantiques) et Larra-Belagua en Navarre sur une distance de 156,5 km, victoire du Belge Remco Evenepoel et l'Américain Sepp Kuss conserve le maillot rouge.

## Naissances

### XIXesiècle
- 1853 : 
  - Fred Spofforth, joueur de cricket australien. (17 sélections en test cricket). († 4 juin 1926).
- 1858 :
  - Walter George, athlète de demi-fond britannique. († 4 juin 1943).
- 1893 : 
  - Georges Detreille, cycliste sur route français. Champion olympique de la course apr équipes aux Jeux d'Anvers 1t920. († 13 mai 1957).
- 1894 : 
  - Bert Oldfield, joueur de cricket australien. (54 sélections en test cricket). († 10 août 1976).
- 1898 :
  - Frankie Frisch, joueur de baseball américain. († 12 mars 1973).
- 2004: Marselino Ferdinan

### XXesièclede1901à1950
- 1904 : 
  - Feroze Khan, hockeyeur sur gazon indien puis pakistanais. Champion olympique avec l'Inde aux Jeux d'Amsterdam 1928. († 21 avril 2005).
- 1906 : 
  - Harry Larva, athlète de demi-fond finlandais. Champion olympique du 1 500m aux Jeux d'Amsterdam 1928. († 11 novembre 1980).
- 1924 : 
  - Rik Van Steenbergen, cycliste sur route et sur piste belge. Champion du monde de cyclisme sur route 1949, 1956 et 1957. Vainqueur des Tours des Flandres 1944 et 1946, des Paris-Roubaix 1948 et 1952, des Flèche wallonne 1949 et de la Flèche wallonne 1958, et de Milan-San Remo 1954. († 15 mai 2003).
- 1938 : 
  - Jay Ward, joueur de baseball puis instructeur et dirigeant sportif américain († 24 février 2012).
- 1949 : 
  - Alain Mosconi, nageur français. Médaillé de bronze du 400 m nage libre aux Jeux de Mexico 1968. Médaillé de bronze du 400 m nage libre aux CE de natation 1966 et médaillé d'argent du 4×100 m 4 nages aux CE de natation 1970.

### XXesièclede1951à2000
- 1954 :
  - Walter Davis, basketteur américain. Champion olympique aux Jeux de Montréal 1976. (7 sélections en équipe nationale). († 2 novembre 2023).
- 1956 :
  - Sydney Maree, athlète de demi-fond américain. Détenteur du record du monde du 1 500 m du 28 août 1983 au 4 septembre 1983.
- 1959 :
  - Pascal Amours, footballeur français.
  - Tom Foley, joueur de baseball américain.
- 1960 :
  - Bob Hartley, entraîneur de hockey sur glace canadien.
- 1963 :
  - Roberto Donadoni, footballeur puis entraîneur italien. Vainqueur des Coupe des clubs champions 1989, 1990 et 1994. (63 sélections en équipe nationale). Sélectionneur de l'Équipe d'Italie de 2006 à 2008.
- 1966 :
  - Marc Andrieux, footballeur français.
  - Kevin Hatcher, hockeyeur sur glace américain.
- 1967 :
  - B. J. Armstrong, basketteur américain.
  - Annick Hayraud, joueuse de rugby à XV puis entraîneuse française. Victorieuse du Grand Chelem 2002. (65 sélections en équipe de France). Sélectionneuse de l'Équipe de France féminine de rugby à XV de 2011 à 2014 et depuis 2017. Victorieuse du Grand Chelem 2018.
- 1968 :
  - Jon Drummond, athlète de sprint américain. Médaillé d'argent du relais 4×100 m aux Jeux d'Atlanta 1996 et champion olympique du relais 4×100 m aux Jeux de Sydney 2000. Champion du monde d'athlétisme du relais 4×100 m 1993 et 1999.
- 1970 :
  - Warren Kidd, basketteur américain.
- 1971 :
  - Francis Llacer, footballeur français. Vainqueur de la Coupe d'Europe des vainqueurs de coupe 1996.
- 1972 :
  - Xavier Pascual Vives, entraîneur de basket espagnol. Vainqueur de l'Euroligue 2010.
- 1973 :
  - Jérôme Golmard, joueur de tennis français. († 1er août 2017).
- 1974 :
  - Lina Brazdeikytė, basketteuse lituanienne.
- 1975 :
  - Jörg Ludewig, cycliste sur route allemand.
- 1976 :
  - Hanno Möttölä, basketteur finlandais.
- 1978 :
  - Shane Battier, basketteur américain.
  - Alioune Touré, footballeur français.
- 1980 :
  - Vaclav Drobný, footballeur tchèque. (2 sélections en équipe nationale). († 28 décembre 2012).
  - Teemu Rannikko, basketteur finlandais.
- 1981 :
  - Valentin Wirz, hockeyeur sur glace suisse. (27 sélections en équipe nationale).
- 1982 :
  - Saskia Bartusiak, footballeuse allemande. Championne olympique aux Jeux de Rio 2016. Championne du monde de football 2007. Champion d'Europe de football 2009 et 2013. Victorieuse de la Coupe féminine de l'UEFA 2006, 2008 et 2015. (101 sélections en équipe nationale).
- 1983 :
  - Anatoli Boisa, basketteur géorgien.
- 1984 :
  - Jawad Akadar, footballeur marocain. († 20 octobre 2012).
- 1985 :
  - Lior Eliyahu, basketteur israélien
  - Luka Modrić, footballeur croate. Vainqueur des Ligue des champions 2014, 2016, 2017 et 2018. (111 sélections en équipe nationale).
  - Matthew Slater, joueur de foot U.S. américain.
  - J. R. Smith, basketteur américain.
- 1986 :
  - Jason Lamy-Chappuis, skieur de combiné nordique franco-américain. Champion olympique au petit tremplin aux Jeux de Vancouver 2010. Médaillé de bronze du combiné nordique, départ en ligne et de l'individuel K120 10 km 2009 puis champion du monde du combiné nordique en individuel K120 10 km 2011, champion du monde du combiné nordique en individuel du petit tremplin 10 km par équipes et du sprint par équipes puis médaillé de bronze du grand tremplin 2013, champion du monde de combiné nordique par équipes du grand tremplin puis médaillé de bronze du petit tremplin et par équipes 2015.
  - Luc Mbah a Moute, basketteur camerounais.
- 1987:
  - Alexis Palisson, joueur de rugby à XV et de rugby à sept français. Vainqueur du Grand Chelem 2010, de la Coupe d'Europe de rugby à XV 2013 et 2014. (21 sélections en équipe de France de rugby à XV et 6 avec celle de rugby à sept).
  - Andrea Petkovic, joueuse de tennis allemande.
  - Alexandre Song, footballeur franco-camerounais. (49 sélections avec l'équipe du Cameroun).
  - Mohamed Kalilou Traoré, footballeur malien. (18 sélections en équipe nationale).
- 1988 :
  - Will Middlebrooks, joueur de baseball américain.
- 1989 :
  - Dairis Bertāns, basketteur letton.
  - Maxime Hérold, joueur de rugby à XIII français. (4 sélections en équipe de France).
- 1990 :
  - Ophélie-Cyrielle Étienne, nageuse française. Médaillée de bronze du relais 4×200 m aux Jeux de Londres 2012. Médaillée d'argent du 400m, du 800m nage libre et du relais 4×100m nage libre aux CE de natation 2010 puis médaillée de bronze du 200 et 400m nage libre à ceux de 2012.
  - Alexander Shibaev, pongiste russe.
- 1991 :
  - Oscar, footballeur brésilien. Vainqueur de la Ligue Europa 2013. (48 sélections en équipe nationale).
  - Danilo Pereira, footballeur bissaoguinéo-portugais. Champion d'Europe de football 2016. (68 sélections avec l'équipe du Portugal).
- 1992 :
  - Evan Bruinsma, basketteur américain.
  - Romain Gutierrez, hockeyeur sur glace français. (30 sélections en équipe de France).
  - Teimana Harrison, joueur de rugby à XV anglais. (5 sélections en équipe nationale).
  - Zach Hyman, hockeyeur sur glace canadien.
- 1993 :
  - Mathieu Babillot, joueur de rugby à XV français. (5 sélections en équipe de France).
  - Torian Graham, basketteur américain.
  - Ryōhei Katō, gymnaste artistique japonais. médaillé d'argent du concours général par équipes aux Jeux de Londres 2012 puis champion olympique du concours général par équipes aux Jeux de Rio 2016. Champion du monde de gymnastique artistique du concours général par équipes 2015.
  - Sharon van Rouwendaal, nageuse en eau libre franco-néerlandaise. Championne olympique du 10km aux Jeux de Rio 2016 et médaillée d'argent aux Jeux de Tokyo 2020. Championne du monde de natation du 25 km 2017 et du 10km 2022. Championne d'Europe de natation du 10km et du 5km par équipes 2014, du 5km, du 10km et du relais 4×1 250m mixte 2018 puis du 5 et 10km 2020.
  - Martijn Tusveld, cycliste sur route néerlandais.
- 1995 :
  - Joachim Soltvedt, footballeur norvégien.
- 1996 :
  - Esa Ahmad, basketteur américain.
  - Bersant Celina, footballeur kosovar-norvégio-albanais. (35 sélections avec l'équipe du Kosovo).
  - Noémie Carage, footballeuse française.
  - Lennard Kämna, cycliste sur route allemand. Champion du monde de cyclisme sur route du contre la montre par équipes 2017.
  - Albert Rafetraniaina, footballeur franco-malgache. (1 sélection avec l'équipe de Madagascar).
  - Brandon Vautard, haltérophile français. Médaillé de bronze des -85 kg aux CE d'haltérophilie 2018.
  - Gabby Williams, basketteuse franco-américaine. Médaillée de bronze aux Jeux de Tokyo 2020. Médaillée d'argent à l'Euro 2021. Victorieuse de l'Euroligue 2022 et de l'Eurocoupe 2023. (35 sélections avec l'équipe de France).
  - Stephen Zimmerman, basketteur américain.
- 1997 :
  - Yahia Omar, handballeur égyptien. Champion d'Afrique des nations masculin de handball 2020. (52 sélections en équipe nationale).
  - Thomas Thiry, hockeyeur sur glace français.
- 1998 :
  - Beni Baningime, footballeur congolais.
  - Colin Dagba, footballeur franco-béninois.

### XXIesiècle
- 2001 :
  - Alexandre Penetra, footballeur portugais.
- 2003 :
  - Sarah Kassi, footballeuse franco-marocaine. (6 sélections avec l'équipe du Maroc).
- 2004 :
  - Jorg Schreuders, footballeur néerlandais.
- 2006 :
  - Faniel Tewelde, footballeur norvégien.

## Décès

### XXesièclede1901à1950
- 1907 :
  - Edgar Lubbock, 60 ans, footballeur anglais. (° 22 février 1847).
- 1915 : 
  - Albert Spalding, 69 ans, joueur de baseball américain. Fondateur de l'entreprise Spalding. (° 2 septembre 1850).
- 1917 :
  - Madge Syers, 35 ans, patineuse artistique de couple et d'individuelle britannique. Championne olympique en individuelle et médaillée de bronze en couple aux Jeux de Londres 1908. Championne du monde de patinage artistique en individuelle 1906 et 1907. (° 16 septembre 1881).
- 1929 : 
  - Walter Katzenstein, 50 ans, rameur allemand. Champion olympique du quatre avec barreur aux Jeux de Paris 1900. (° 8 octobre 1878).
- 1932 : 
  - Alajos Szokolyi, 61 ans, athlète de sprint hongrois. Médaillé de bronze du 100 m aux Jeux d'Athènes 1896. (° 19 juin 1871).
- 1945 : 
  - Fernand Gabriel, 65 ans, pilote de courses automobile français. (° 30 avril 1878).

### XXesièclede1951à2000
- 1956 : 
  - Paul Colas, 76 ans, tireur français. Médaillé de bronze à la petite carabine par équipes aux Jeux de Londres 1908, champion olympique de la carabine à 300 m et de la carabine à 600 m aux Jeux de Stockholm 1912 puis médaillé d'argent à la carabine par équipes aux Jeux de Paris 1924. (° 6 mai 1880).
- 1958 : 
  - Charlie Macartney, 72 ans, joueur de cricket australien. (35 sélections en test cricket). (° 27 juin 1886).
- 1959 : 
  - Ramón Fonst, 76 ans, épéiste et fleurettiste cubain. Champion olympique à l'épée et médaillé d'argent à l'épée maîtres d'armes aux Jeux de Paris 1900, champion olympique du fleuret individuel et par équipes puis de l'épée individuel aux Jeux de Saint-Louis 1904. (° 31 juillet 1883).
- 1964 : 
  - Ernest Paul, 82 ans, cycliste sur route français. (° 5 décembre 1881).
- 1970 : 
  - Cyril Denneny, 78 ans, hockeyeur sur glace canadien. (° 23 décembre 1891).
- 1980 : 
  - José de Anchieta Fontana, 37 ans, footballeur brésilien. Champion du monde de football 1970. (7 sélections en équipe nationale). (° 25 février 1943).
- 1983 : 
  - Luis Monti, 82 ans, footballeur puis entraîneur italo-argentin. Médaillé d'argent aux Jeux olympiques d'Amsterdam 1928. Vainqueur de la Copa América 1927. Champion du monde de football 1934. (16 sélections avec l'équipe d'Argentine et 18 avec l'équipe d'Italie). (° 15 mai 1901).
- 1997 : 
  - Richie Ashburn, 70 ans, joueur de baseball américain. (° 19 mars 1927).
- 1999 : 
  - Catfish Hunter, 53 ans, joueur de baseball américain. (° 8 avril 1946).

### XXIesiècle
- 2006 : 
  - Émilie Mondor, 25 ans, athlète de fond canadienne. (° 29 avril 1981).
- 2007 : 
  - Helmut Senekowitsch, 73 ans, footballeur puis entraîneur autrichien. Sélectionneur de l'équipe d'Autriche. (18 sélections en équipe nationale). (° 22 octobre 1933).
- 2009 : 
  - Léon Glovacki, 81 ans, footballeur français. (11 sélections en équipe de France). (° 19 février 1928).
- 2010 : 
  - Peter Dzúrik, 41 ans, footballeur tchécoslovaque puis slovaque. (45 sélections avec l'équipe de Slovaquie). (° 29 décembre 1968).
- 2011 : 
  - Laurie Hughes, 87 ans, footballeur anglais. (3 sélections en équipe nationale). (° 2 mars 1924).
- 2012 : 
  - Désiré Letort, 69 ans, cycliste sur route français. (° 29 janvier 1943).
  - Ron Tindall, 76 ans, footballeur puis entraîneur anglais. (° 23 septembre 1935).